# Jerez de la Frontera
Jerez de la Frontera [xeˈɾeθ ðe la fɾonˈteɾa, andalusisch Hereh de la Frontera], kurz Jerez, ist eine Stadt in der spanischen Region Andalusien nahe der Costa de la Luz. Sie hat 213.688 Einwohner (Stand: 2024) und gehört zur Provinz Cádiz.

## Geschichte

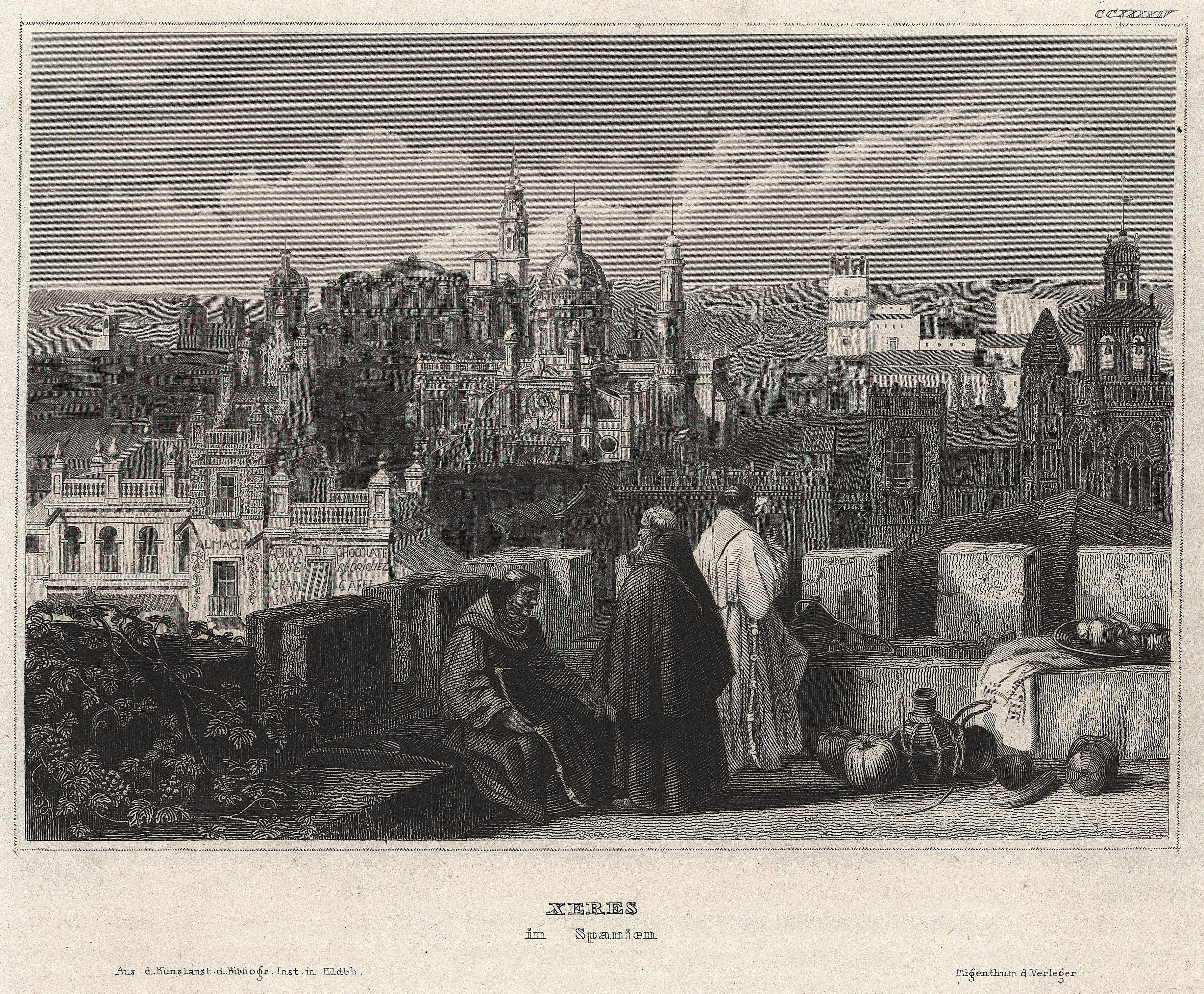
Jerez de la Frontera um 1839

Der Namenszusatz de la Frontera („an der Grenze“) hinter vielen Orten weist die Region um Jerez als lange umkämpftes Gebiet zwischen Mauren und Christen aus. In einer siebentägigen Schlacht bei Jerez de la Frontera schlugen die Araber im Jahr 711 den Westgoten-König Roderich vernichtend und festigten damit ihre Herrschaft über Spanien. Nach dem Zusammenbruch der Almoraviden-Herrschaft in Al-Andalus war Jerez kurzzeitig ein selbständiges Taifa-Emirat, als sich im Jahre 1145 drei verschiedene Usurpatoren in kurzer Folge dort zum Emir aufschwangen: zunächst der Idriside Abu’l-Qaim Ahyal, dann der Galbunide Abu’l-Gammar, und schließlich der Maimunide ’Ali. Doch schon gegen Jahresende hatten die Almohaden dieses Intermezzo beendet und Jerez ihrem Reich einverleibt. Dabei blieb es bis zur Reconquista. 1248 kam Jerez in den Besitz von Kastilien.
Zu Beginn der 2010er Jahre war Jerez de la Frontera die Stadt mit dem höchsten Schuldenberg Spaniens (fast eine Milliarde Euro). Städtische Angestellte bekamen monatelang keinen Lohn, demonstrierten vor dem Rathaus und streikten. Die Bürgermeisterin erhielt Morddrohungen.

## Tourismus
Jerez ist die Heimatstadt des berühmten Sherry, der auf Spanisch (Vino de) Jerez heißt. Das in anderen Sprachen geläufige englische Wort Sherry stammt von dem maurischen Städtenamen Sherish (englische Transliteration), gesprochen „Scherīsch“. Als die Engländer den Likörwein aus Jerez kennenlernten, war noch der alte Lautstand erhalten, aus dem sie das Wort „Sherry“ ableiteten, was sich bis heute erhalten hat.
Von 1986 bis 1990, 1994 und 1997 fanden auf dem Circuito de Jerez Formel-1-Rennen statt; heute ist der Kurs eine sehr beliebte Teststrecke. Bis 2015 fanden hier regelmäßig die Formel-1-Tests zur neuen Saison statt. Der Große Preis von Spanien der Motorrad-Weltmeisterschaft, der jährlich auf der Piste stattfindet, lockt regelmäßig mehr als 200.000 Zuschauer an.
In Jerez befindet sich die weltbekannte Königlich-Andalusische Reitschule.
Jährlich findet Ende Februar/Anfang März das renommierte Flamenco-Festival (Festival de Jerez) statt. Mitte Mai folgt ein Reiter- und Pferdefestival (Feria del caballo). Im September findet ein Festival statt, die Herbstfeste (Fiestas de otoño).
Zu den bekanntesten Sehenswürdigkeiten zählen die Festung (der Alcázar) mit einer Camera Obscura sowie die Kathedrale von Jerez aus dem 18. Jahrhundert. Im Archäologischen Museum der Stadt finden sich einige vorzügliche Exponate aus dem Altertum (z. B. altiberische Idole, Marmorköpfe eines alten Mannes und einer jungen Frau (1./2. Jh.) und ein griechischer Helm), insbesondere aus der einige Kilometer nördlich gelegenen (noch nicht ausgegrabenen, aber seit langem bekannten) ehemaligen römischen Stadt Hasta Regia sowie Funde aus islamischer Zeit (al-Andalus).

## Verkehr
Der internationale Flughafen Jerez liegt rund acht Kilometer Luftlinie nordöstlich vom Stadtzentrum. Vom (mit Azulejos verzierten) Bahnhof der Stadt aus verkehren Züge nach Sevilla (über den Flughafen) bzw. Cádiz.

## Klimatabelle
|                        | Jan  | Feb  | Mär  | Apr  | Mai  | Jun  | Jul  | Aug  | Sep  | Okt  | Nov  | Dez  |   |      |
| Mittl. Temperatur (°C) | 10,7 | 12,1 | 14,5 | 16,0 | 19,0 | 22,9 | 25,9 | 26,1 | 23,7 | 19,6 | 14,9 | 12,0 | ⌀ | 18,1 |
| Mittl. Tagesmax. (°C)  | 16,2 | 17,8 | 20,8 | 22,2 | 25,5 | 29,9 | 33,6 | 33,5 | 30,4 | 25,5 | 20,2 | 16,9 | ⌀ | 24,4 |
| Mittl. Tagesmin. (°C)  | 5,2  | 6,4  | 8,3  | 9,8  | 12,5 | 15,9 | 18,1 | 18,7 | 17,0 | 13,7 | 9,5  | 7,1  | ⌀ | 11,9 |
|                        |      |      |      |      |      |      |      |      |      |      |      |      |   |      |
| Niederschlag (mm)      | 78   | 56   | 37   | 49   | 30   | 9    | 1    | 2    | 27   | 72   | 96   | 109  | Σ | 566  |
|                        |      |      |      |      |      |      |      |      |      |      |      |      |   |      |
| Sonnenstunden (h/d)    | 5,9  | 6,6  | 7,2  | 8,4  | 9,7  | 10,6 | 11,4 | 10,8 | 8,3  | 7,3  | 6,1  | 5,1  | ⌀ | 8,1  |
|                        |      |      |      |      |      |      |      |      |      |      |      |      |   |      |
| Regentage (d)          | 6,4  | 6,2  | 5,2  | 5,7  | 3,6  | 1,1  | 0,3  | 0,2  | 2,2  | 5,8  | 6,9  | 8,4  | Σ | 52   |
|                        |      |      |      |      |      |      |      |      |      |      |      |      |   |      |
| Luftfeuchtigkeit (%)   | 77   | 73   | 67   | 64   | 60   | 56   | 52   | 55   | 61   | 69   | 75   | 79   | ⌀ | 65,6 |

| 5,2 |

| 6,4 |

| 8,3 |

| 9,8 |

| 12,5 |

| 15,9 |

| 18,1 |

| 18,7 |

| 17,0 |

| 13,7 |

| 9,5 |

| 7,1 |

| 5,2 |

| 6,4 |

| 8,3 |

| 9,8 |

| 12,5 |

| 15,9 |

| 18,1 |

| 18,7 |

| 17,0 |

| 13,7 |

| 9,5 |

| 7,1 |

## Bildung
Jerez beherbergt eine Reihe von Bildungsstätten. Neben einer Vielzahl von Primar und Sekundarschulen sind dies insbesondere:
- Der Campus von Jerez, ein Ableger der Universität Cádiz.[7]
- Eine Einrichtung für Alumni und Präsenz-Veranstaltungen der spanischen Fernuniversität Universidad Nacional de Educación a Distancia (UNED)[8]
- Ausbildungszentren für Pferdesport[9] und für Stierkampf.[10]

## Persönlichkeiten
- Álvaro Obertos de Valeto (1427–1482), Edelmann und Gründer der Kartause von Jerez
- Pedro de Vera (um 1430–1505), kastilisch-andalusischer Eroberer und Gouverneur
- Cabeza de Vaca (1490–1557), Entdecker
- Lorenzo de Villavicencio (um 1520–1583), katholischer Theologe und Prediger
- Antonio Vigo (1597–1666), Ordensgeistlicher
- Thomas Geraldino (1682–1755), Diplomat, Botschafter Spaniens im Vereinigten Königreich (1731–1739)
- Tío Luis el de la Juliana (* um 1750), Sänger
- José de la Serna (1770–1832), spanischer Vizekönig in Peru
- Sebastián Herrero Espinosa de los Monteros (1822–1903), Erzbischof und Kardinal
- Juan Manuel Sánchez y Gutiérrez de Castro (1850–1906), Politiker
- Luis Coloma (1851–1915), Schriftsteller
- José Gallegos y Arnosa (1859–1917), Maler
- Javier Molina Cundi (1868–1956), Flamenco-Gitarrist
- Antonio Chacón (1869–1929), Flamenco-Sänger
- Juana la Macarrona (1870–1947), Flamenco-Tänzerin
- Miguel Primo de Rivera (1870–1930), General und Diktator
- Magdalena la Malena (1877–1956), Flamenco-Tänzerin
- Manuel Torre (1878–1933), Flamenco-Sänger
- Perico el del Lunar, eigentlich Pedro del Valle Pichardo (1894–1964), Flamenco-Gitarrist
- Lola Flores (1923–1995), Flamenco-Tänzerin
- José Manuel Caballero Bonald (1926–2021), Schriftsteller und Dichter
- Manuel Morao (* 1929), Flamenco-Gitarrist
- El Chocolate (1930–2005), Flamenco-Sänger
- Antonio Pica (1931–2014), Schauspieler
- Terremoto de Jerez (1934–1981), Flamenco-Sänger
- Paul Piaget (1934–1985), Schauspieler
- Paco Cepero (* 1942), Flamenco-Gitarrist
- Vicente Soto Sordera (* 1954), Flamenco-Sänger
- Alfonso Dastis (* 1955), Diplomat und Politiker
- José Mercé (* 1955), Flamenco-Sänger
- Rafael Soto Andrade (* 1957), Reiter
- Gerardo Núñez (* 1961), Flamenco-Gitarrist
- Andrés Cea Galán (* 1965), Organist, Cembalist, Clavichordspieler, Musikforschender und Orgelsachverständiger
- Juan Bonilla (* 1966), Dichter, Schriftsteller, Essayist und Übersetzer
- Ana Álvarez (* 1969), Schauspielerin
- Fernando Terremoto (1969–2010), Flamenco-Sänger
- Antonio el Pipa (* 1970), Flamenco-Tänzer und Choreograph
- Kiko (* 1972), Fußballspieler
- La Mala Rodríguez (* 1979), Sängerin
- Mercedes Chilla (* 1980), Speerwerferin
- Daniel Güiza (* 1980), Fußballspieler
- Mercedes Ruiz (* 1980), Flamenco-Tänzerin
- Inés Arrimadas (* 1981), Juristin und Politikerin
- José Alberto Cañas (* 1987), Fußballspieler
- Pablo Llamas Ruiz (* 2002), Tennisspieler

## Galerie

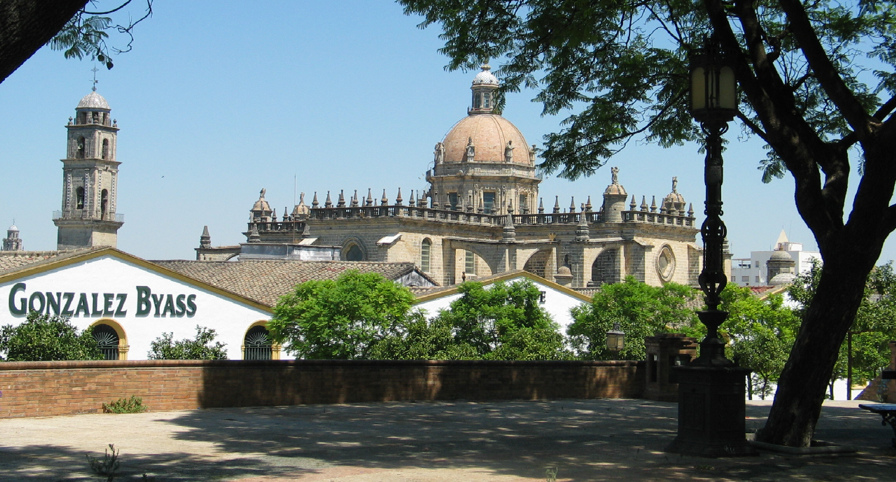
Kathedrale von Jerez
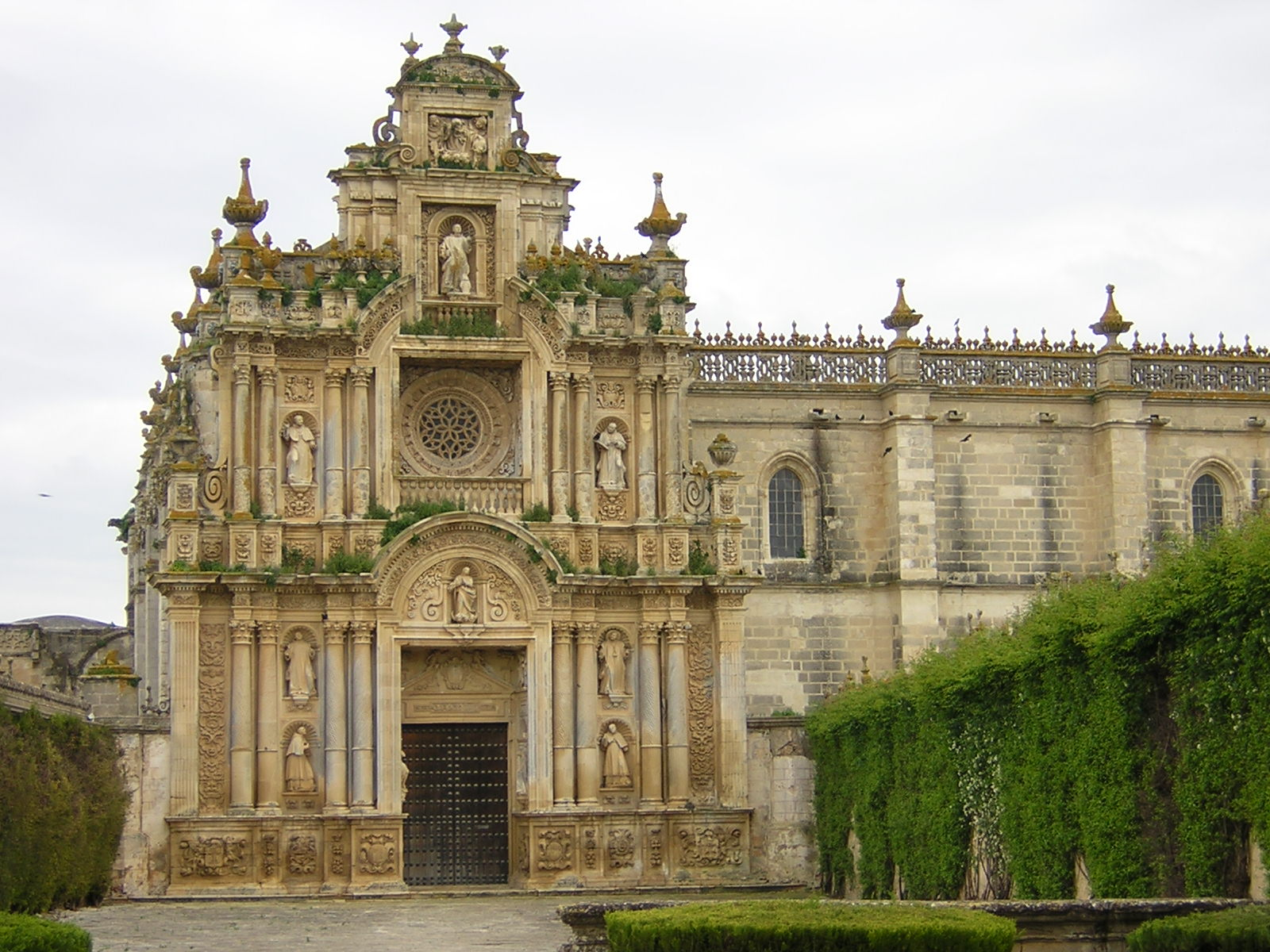
Kirche Cartuja de Nuestra Señora de la Defensión
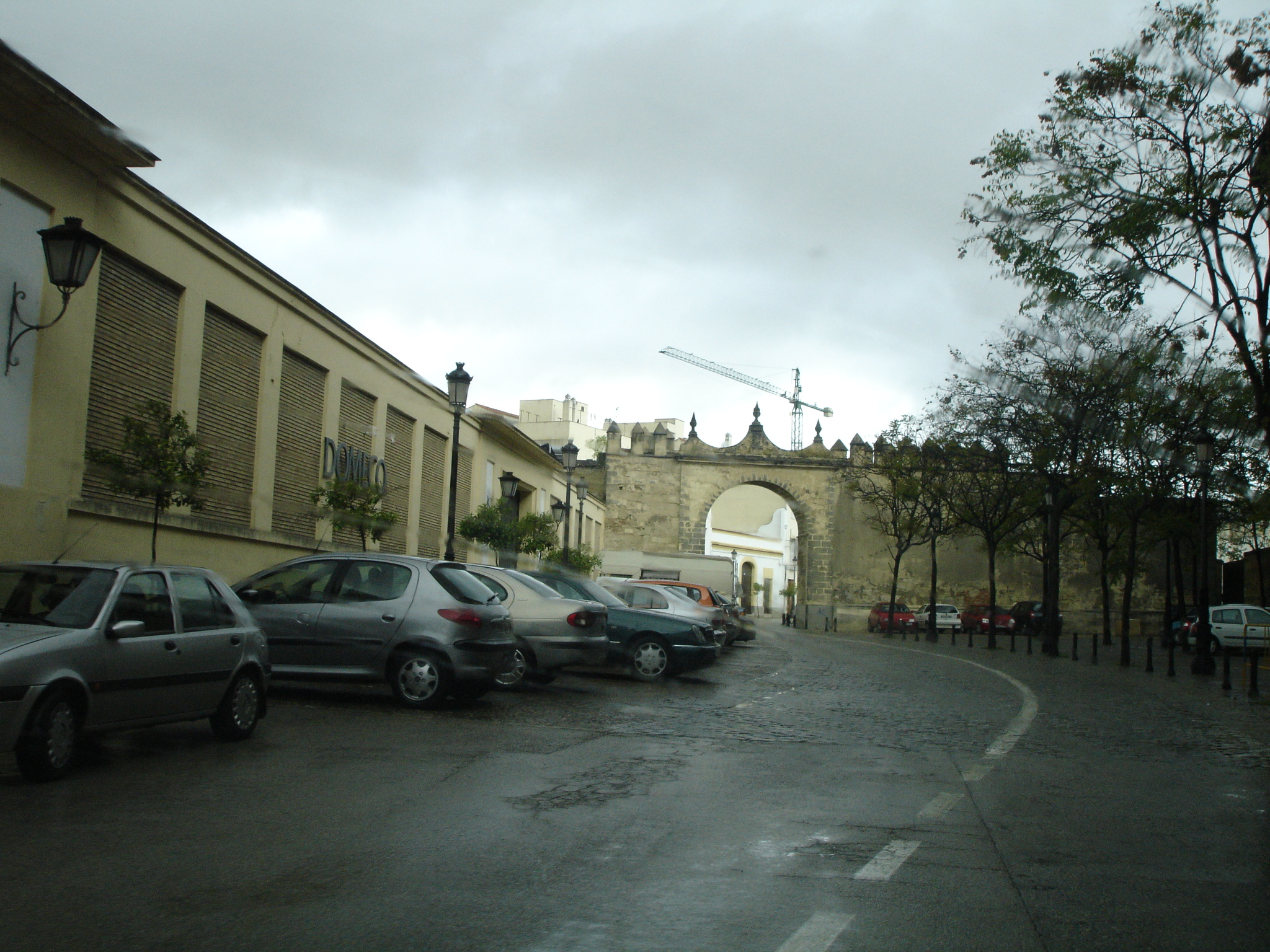
Puerta del Arroyo
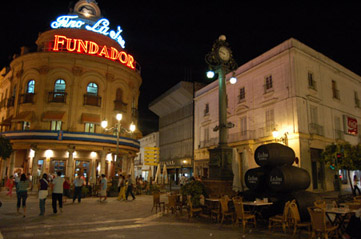
Innenstadt bei Nacht
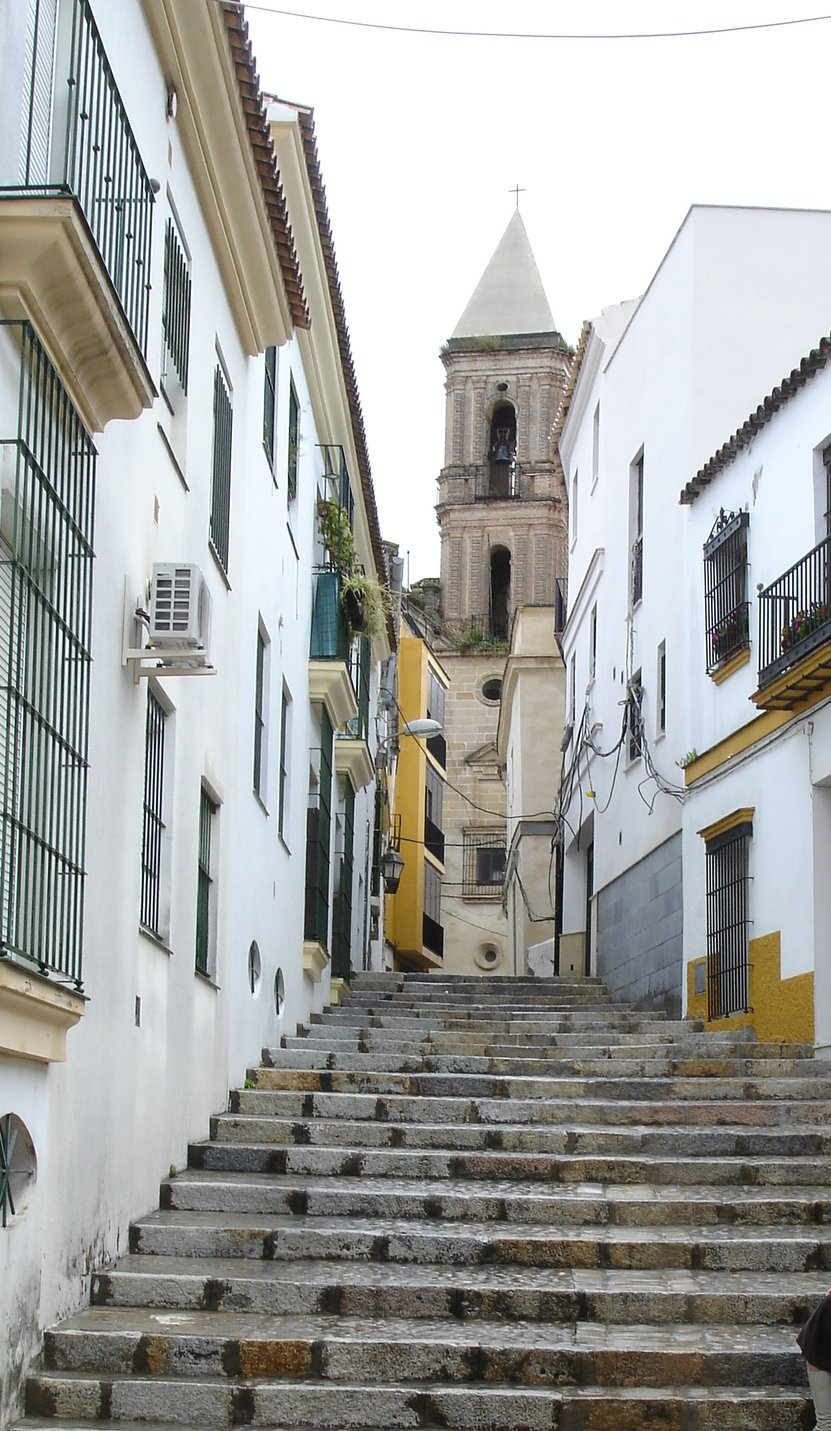
Iglesia del Carmen